# Сюрюнзяк
Сюрюнзяк, в верхнем течении Большой Сюрюнзяк (баш. Һүренйәк, Оло Һүренйәк) — река в Республике Башкортостан, протекает в Белорецком районе. Левый приток реки Инзер. Устье реки находится в 239 км от устья Инзера. Длина реки составляет 43 км. 

## Притоки
Правый: Каргаюрт;
Левые: Мурун, Мантангуш, Кудашмановский Ключ, Ишля, Малый Сюрюнзяк.

## Данные водного реестра
По данным государственного водного реестра России относится к Камскому бассейновому округу, водохозяйственный участок реки — Сим от истока и до устья, речной подбассейн реки — Белая. Речной бассейн реки — Кама.
По данным геоинформационной системы водохозяйственного районирования территории РФ, подготовленной Федеральным агентством водных ресурсов:
- Код водного объекта в государственном водном реестре — 10010200612111100019492
- Код по гидрологической изученности (ГИ) — 111101949
- Код бассейна — 10.01.02.006
- Номер тома по ГИ — 11
- Выпуск по ГИ — 1